# Rigoberto Felandro
Rigoberto Felandro (Lima, provincia de Lima, Perú, 1924 - 6 de septiembre de 1990) fue un futbolista y entrenador peruano. Se desempeñaba en la posición de guardameta y jugó en clubes de Perú, Colombia y Venezuela.

## Trayectoria

### Como futbolista
Se inició como jugador en Santiago Barranco en 1940. A los 15 años fue ascendido a la División de Honor. Luego, en 1947 pasó a Sport Boys, donde fue capitán del equipo y en el que alcanzó el título del reducido de consuelo del Apertura, y tuvo una triunfal participación en el Torneo Internacional de Pascua, habiendo sido dirigido por José Arana Cruz en ambas temporadas. Fue contratado por el América de Cali de Colombia, en el que actuó en la época del dorado desde el febrero de 1950 a septiembre de 1952. 
Con los ‘Diablos Rojos’ fue que el portero se reencontró con algunos de sus excompañeros y rivales en el fútbol peruano. En el equipo caleño, por ejemplo, tenía al lado a nombres como el ‘Patrullero’ Alejandro Gonzales, Carlos Gómez Sánchez, Alfredo Cavero o Vicente Arce, mientras que en la misma ciudad se mantenía perforando redes Valeriano López con el Deportivo Cali. Esa temporada, sin embargo, fue de baja producción para su club, que apenas si logró quedar en el décimo puesto entre dieciséis equipos.
Para el siguiente año le llegó otra oferta, esta vez desde Venezuela: el Litoral Sport Club lo contrató por una temporada, al cabo de la cual se regresó al Perú para volver a defender el pórtico rosado. En 1958 fue contratado por Deportivo Municipal, para luego pasar al KDT Nacional, en el que permaneció hasta 1964, año de su retiro como futbolista profesional.

## Selección nacional
Fue internacional con la selección de fútbol del Perú en 8 ocasiones entre 1956 y 1961. Debutó el 28 de febrero de 1950 en un empate 0-0 ante Argentina por el Campeonato Panamericano de Fútbol 1956.

### Participaciones en el Campeonato Sudamericano
| Campeonato                   | Sede    | Resultado    |
| ---------------------------- | ------- | ------------ |
| Campeonato Sudamericano 1949 | Brasil  | Tercer lugar |
| Campeonato Sudamericano 1955 | Uruguay | Sexto lugar  |
| Campeonato Sudamericano 1957 | Perú    | Cuarto lugar |

## Clubes

### Como jugador
| Club                | País      | Año         |
| ------------------- | --------- | ----------- |
| Sport Vitarte       | Perú      | 1940 - 1944 |
| Santiago Barranco   | Perú      | 1944 - 1946 |
| Sport Boys          | Perú      | 1947 - 1949 |
| América de Cali     | Colombia  | 1950 - 1952 |
| Litoral             | Venezuela | 1953        |
| Sport Boys          | Perú      | 1954 - 1957 |
| Deportivo Municipal | Perú      | 1958 - 1963 |
| KDT Nacional        | Perú      | 1964        |

### Como entrenador
| Club               | País    | Año  |
| ------------------ | ------- | ---- |
| Carlos A. Mannucci | Perú    | 1974 |
| Cienciano          | Perú    | 1977 |
| Sport Áncash       | Perú    | 1978 |
| Oriente Petrolero  | Bolivia | 1978 |
| Aurora             | Bolivia | 1979 |